# Anthene ochreofascia
Anthene ochreofascia är en fjärilsart som beskrevs av Talbot 1935. Anthene ochreofascia ingår i släktet Anthene och familjen juvelvingar. Inga underarter finns listade i Catalogue of Life.